# Paul Urlovic
Paul Mark Urlovic (Auckland, 21 de novembro de 1978) é um ex-futebolista profissional neo-zelandês que atuava como atacante.

## Carreira
Paul Urlovic se profissionalizou no Central United FC.

## Seleção
Paul Urlovic integrou a Seleção Neozelandesa de Futebol na Copa das Confederações de 1999.

## Títulos
Nova Zelândia
- Copa das Nações da OFC: 1998, 2002